# Попов, Николай Михайлович (Герой Социалистического Труда)
Никола́й Миха́йлович Попо́в (24 марта (5 апреля) 1903; город Темрюк Кубанской области — 1 февраля 1985, город Москва) — Герой Социалистического Труда (1969), генерал-полковник инженерно-технической службы (1965; генерал-полковник – 1984), заслуженный строитель РСФСР (1968).

## Биография
Родился 24 марта (5 апреля) 1903 года в городе Темрюк Кубанской области. В 1920 году окончил Пятигорское реальное училище. В 1920-1928 годах работал десятником, техником и производителем по санаторно-курортному строительству в Кисловодском курортном управлении. В 1926 году окончил Пятигорский техникум. В 1928-1929 годах работал отдельным производителем работ по новому строительству на Кисловодском железнодорожном узле. В 1931 году окончил Московское высшее техническое училище. В 1931-1933 – старший инженер Московского отделения объединения «Промстройпроект».
В армии с ноября 1933 года. Служил помощником командира отдельного военно-строительного батальона по технической части, помощником командира строительного полка по технической части, начальником производственного отдела и заместителем главного инженера военно-строительного корпуса. Участвовал в строительстве промышленных предприятий Дальнего Востока и города Комсомольск-на-Амуре. С октября 1938 года – главный инженер, а в 1939-1940 годах – начальник квартирно-эксплуатационного отдела 1-й Отдельной Краснознамённой армии (на Дальнем Востоке). В 1940-1941 – начальник квартирно-эксплуатационного отдела Прибалтийского военного округа.
Участник Великой Отечественной войны: в июне 1941 – ноябре 1942 – начальник квартирно-эксплуатационного отдела интендантского управления Северо-Западного фронта. Участвовал в оборонительных боях в Прибалтике и на дальних подступах к Ленинграду.
В ноябре 1942 – апреле 1943 – начальник военно-строительного управления Дальневосточного фронта, в апреле 1943 – декабре 1944 – начальник военно-строительного управления Дальневосточного фронта и Тихоокеанского флота.
В декабре 1944 – мае 1945 – начальник военно-строительного управления Ленинградского фронта.
После войны до декабря 1945 года был начальником военно-строительного управления Ленинградского военного округа. В 1945-1947 – начальник строительства и расквартирования войск Ленинградского военного округа.
В 1947-1948 – заместитель начальника Главного строительного управления Вооружённых Сил СССР по производству, в 1948-1949 – начальник Военно-строительного управления города Москвы. В 1949-1952 – начальник Управления строительства зданий и сооружений Центрального управления капитально-аэродромного строительства Вооружённых Сил СССР, в 1952-1956 – начальник Управления инженерно-аэродромного строительства ВВС.
С мая 1956 – заместитель начальника строительства и расквартирования войск Министерства обороны СССР.
За выполнения специального задания Указом Президиума Верховного Совета СССР от 29 августа 1969 года генерал-полковнику инженерно-технической службы Попову Николаю Михайловичу присвоено звание Героя Социалистического Труда с вручением ордена Ленина и золотой медали «Серп и Молот».
С декабря 1969 года генерал-полковник инженерно-технической службы Н. М. Попов – в отставке. В 1972-1978 годах работал консультантом в Московском институте теплотехники.
Жил в Москве. Умер 1 февраля 1985 года. Похоронен на Ваганьковском кладбище (1 уч.).

## Награды и звания
- Герой Социалистического Труда (29.08.1969)
- 2 ордена Ленина (3.12.1965; 29.08.1969)
- орден Красного Знамени (30.04.1954)
- 2 ордена Отечественной войны 1-й степени (23.07.1945; 11.03.1985, посмертно)
- орден Трудового Красного Знамени (26.06.1959)
- 4 ордена Красной Звезды (27.01.1943; 7.11.1944; 20.06.1949; 22.03.1983)
- медали
- Заслуженный строитель РСФСР (21.02.1968)